# Kieran Read
Pour les articles homonymes, voir Read.

a Compétitions nationales et continentales officielles uniquement.

b Matchs officiels uniquement.
Dernière mise à jour le 3 septembre 2021.
Kieran James Read, né le 26 octobre 1985 à Papakura (Nouvelle-Zélande), est un joueur international néo-zélandais de rugby à XV. Il évolue au poste de troisième ligne centre ou de troisième ligne aile.
Cet avant All Black considéré comme l'un des meilleurs joueurs de Nouvelle-Zélande, a fait partie de la sélection néo-zélandaise qui a remporté la Coupe du monde de rugby à XV 2011 et la Coupe du monde de rugby à XV 2015. Il a aussi remporté avec sa sélection, le Tri-nations 2010 et six éditions du Rugby Championship, compétition qui succède au Tri-nations, en 2012, 2013, 2014, 2016, 2017 et l'édition 2018. Avec la franchise des Crusaders, il remporte le Super 14 2008, et le Super Rugby 2017, 2018 et 2019.
Sur le plan individuel, il est élu meilleur joueur du monde pour l'année 2013 par l'International Rugby Board, étant le troisième néo-zélandais de l'histoire à remporter ce titre après Dan Carter et Richie McCaw.  

## Biographie

### Jeunesse et formation
Formé au Rosehill College de Counties Manukau, Kieran Read excelle dans de nombreux sports dont le cricket et le rugby. En cricket, il représente la Nouvelle-Zélande dans les sélections espoirs mais se destine finalement au rugby. Il représente les équipes de Nouvelle-Zélande de rugby à XV des moins de 19 ans et des moins de 21 ans. Il a disputé la coupe du monde des moins de 21 ans en 2006.

### Carrière en Nouvelle-Zélande (2006-2019)
En 2006, il dispute son premier match avec la province de Canterbury en NPC, et en 2007, il est retenu pour disputer le Super 14 avec la franchise des Crusaders. Il remportera cette compétition en 2008. Joueur rapide, puissant, excellent en défense et capable d'être un soutien sur tout le terrain et dans les rucks, il est considéré comme un grand espoir du rugby néo-zélandais.
Kieran Read  connaît sa première sélection avec l'équipe de Nouvelle-Zélande lors d'un test-match contre l'Écosse, le 9 novembre 2008. Capable de jouer troisième ligne aile ou troisième ligne centre, il devient rapidement titulaire en sélection, formant avec Richie McCaw, son coéquipier en club, et Jerome Kaino une troisième ligne efficace et redoutée. Vainqueur du Tri nations en 2010, il est nommé la même année joueur néo-zélandais de l'année.
En 2011, il est retenu pour participer à la Coupe du monde de rugby. Blessé à la cheville lors d'un match du Tri nations 2011, il ne joue pas lors des premiers matchs de son équipe mais fait son retour sur les terrains contre le Canada. Il dispute tous les autres matchs du tournoi dont la finale remportée par la Nouvelle-Zélande, 8 à 7 contre la France.
En 2013, il est promu provisoirement capitaine des All Blacks en raison de l'année sabbatique prise par Richie McCaw et remporte le Rugby Championship. Il réalise une excellente année où il impressionne par sa technique et sa puissance. Il joue treize des quatorze matchs de son pays, marquant six essais et est récompensé en fin d'année lorsqu'il est élu meilleur joueur du monde.

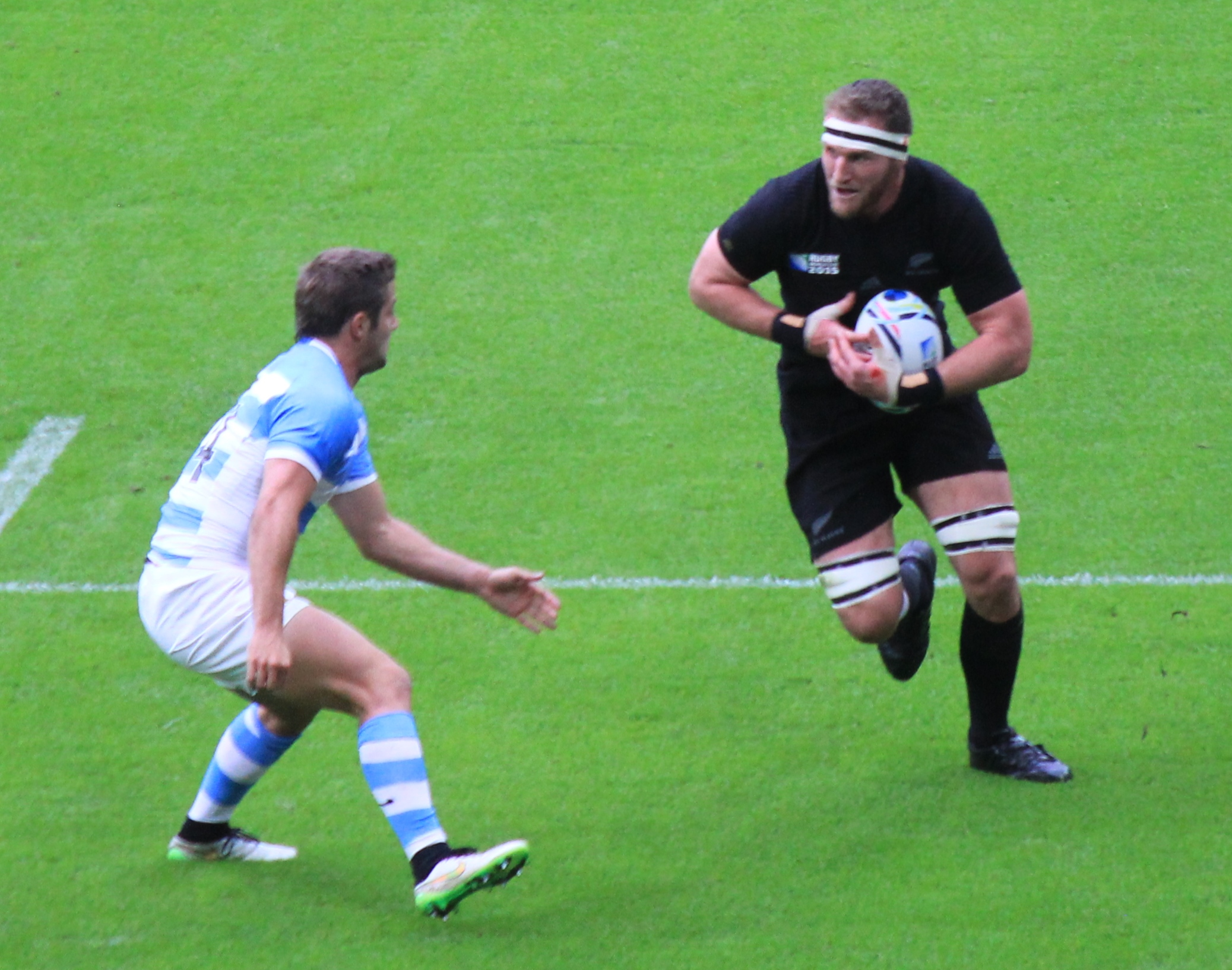
Kieran Read lors de la coupe du monde 2015

En 2015, il dispute et remporte sa deuxième Coupe du monde de rugby. C'est la première fois qu'une même équipe remporte deux Coupes du monde d'affilée et Kieran Read entre dans le club très fermé des joueurs ayant remporté deux fois ce titre. En 2016, à la suite de la retraite de Richie McCaw, il est nommé capitaine des All Blacks.
En 2016, il est sélectionné en équipe nationale pour le Rugby Championship, que son pays remporte en gagnant toutes ses confrontations,. De plus, la Nouvelle-Zélande égalise le record de matchs remportés d'affilée toutes compétitions confondues avec dix-sept succès lors de la dernière journée où elle bat largement l'Afrique du Sud 57 à 15, chez elle à Durban.
En 2017, il prolonge son contrat avec la Fédération néo-zélandaise de rugby à XV jusqu'en 2019, soit jusqu'à la prochaine Coupe du monde au Japon.
En août 2019, il est retenu dans le groupe de 31 joueurs, dont il est nommé capitaine, pour disputer la Coupe du monde au Japon. Il dispute cinq matchs lors de la compétition, que son équipe termine avec une décevante troisième place. Il prend sa retraite internationale après la compétition.

### Fin de carrière au Japon et avec les Counties Manukau (2020-2021)
À la suite de la Coupe du monde, il rejoint le club japonais des Toyota Verblitz, évoluant en Top League. En 2020, après que sa saison japonaise ai été avortée par la pandémie de Covid-19, il rentre en Nouvelle-Zélande jouer la saison 2020 de NPC avec l'équipe de sa province d'origine : les Counties Manukau.
En mai 2021, à la suite d'une dernière saison au Japon, il met un terme à sa carrière de joueur professionnel à l'âge de 35 ans.

## Statistiques internationales
Kieran Read compte 127 sélections sous le maillot des All Blacks, pour un total de 130 points, 26 essais. Avec les Kiwis, il dispute successivement trois Coupe du monde en 2011, en 2015 puis en 2019. Il participe à onze éditions du Tri-nations/Rugby Championship en 2009, 2010, 2011, 2012, 2013, 2014, 2015, 2016, 2017, 2018 et 2019.

## Palmarès

### En franchise
- Vainqueur du Super 14 2008
- Vainqueur du Super Rugby 2017, 2018 et 2019.

### En sélection
Kieran Read remporte la Coupe du monde lors de l'édition 2011 où il dispute quatre rencontres, inscrivant un essai. Il remporte son deuxième trophée dans cette compétition quatre plus tard, en 2015, où il joue onze matchs et inscrit trois essais.
Après trois éditions du Tri-nations, deux deuxième place et une victoire en 2010, il remporte les trois premières éditions du Rugby Championship de 2012 à The Rugby Championship 2014, compétition qui succède au Tri-nations, puis l'édition 2016, 2017 et 2018. Il dispute 54 rencontres dans ces compétitions, dont 51 en tant que titulaire, pour un bilan de 44 victoires, huit défaites et deux nuls. Il inscrit dix essais.

### Distinctions personnelles
- Meilleur joueur néo-zélandais de l'année 2010[4].
- Meilleur joueur du monde IRB en 2013[19].